# Eucàrpia
Eucàrpia (en llatí Eucarpia, en grec antic Εὐκαρπία) era una antiga ciutat de Frígia situada no gaire lluny de les fonts del riu Meandre.
L'esmenten diversos geògrafs entre els quals Estrabó que la situa en la via entre Dorilèon i Eumènia, segurament a l'entorn de la moderna Emin Hissar al vilaiat de Bursa. Estava situada en una plana molt fèrtil, on hi havia vinyes abundants, segons Estrabó i Esteve de Bizanci. Hamilton va veure en aquest lloc importants ruïnes el 1837, però al segle xx havien desaparegut.
Va formar part del regne de Pèrgam, i va passar amb aquest a Roma. Integrada a l'Imperi Romà, va emetre les seves pròpies monedes, amb la llegenda Eucarpitis o districte d'Eucarpítia, des del temps d'August fins al temps de Volusià. Va formar tardanament part de la província de Frígia Salutaris. Seu d'un bisbat sufragani de Sínnada, és esmentada a la Notitiae Episcopatuum fins al segle xii i probablement va existir fins al segle xiii quan hauria quedat destruïda pels mongols o els turcmans. Dels seus bisbes es coneix el nom de sis:
- Eugeni, present al Primer Concili de Nicea (325)
- Auxòmen, bisbe el 381
- Ciriac, bisbe el 451
- Dionís, bisbe el 536
- Constantí o Constant, bisbe el 787 (no figura a la llista de Michel Le Quien)
- Constantí, bisbe el 879.[3]